# União Recreativo Social Olímpico
Maillots
Le União Recreativo Social Olímpico est un club brésilien de football basé à Mundo Novo dans l'État du Mato Grosso do Sul.

## Historique
- Championnat du Mato Grosso do Sul de deuxième division :
  - Champion : 2016

## Identité visuelle

Ancien logo.
Logo actuel.